# Робітничий контроль
Робітни́чий контро́ль — у 1917—1920 роках спонтанне революційне перебрання робітниками спочатку контролю, а потім і управління промисловими і торговельними підприємствами, залізницями, складами товарів тощо.
Одразу після падіння царату, у березні-травні 1917, у великих підприємствах України повсюдно створилися фабрично-заводські комітети, ради уповноважених, ради староста та інші організації робітників для переговорів з адміністрацією і власниками. У межах окремих міст фабзавкоми різних підприємств створювали центральні ради фабзавкомів та ради робітничих депутатів.
Влітку 1917 з фабзавкомів окремих галузей промисловості створилися профспілки, і пізніше фабзавкоми були їхніми низовими органами. Коли в процесі переговорів і страйків власники не йшли робітникам на поступки, фабзавкоми почали вимагати робітничого контролю над адміністрацією, бухгальтєрією, розподілом грошей, замовлень, а далі й безпосередньої участи в управлінні підприємствами. Навесні 1918 у тій чи іншій формі робітничий контроль існував майже на всіх більших підприємствах України.
Українська Центральна Рада III і IV Універсалами забезпечувала цілковиту свободу робітничому рухові, але для налагодження народного господарства проголошувала створення «державно-народного контролю», який, однак, на практиці не був здійснений. З розвитком революції, громадянської війни та змінами різних фронтів власники багатьох підприємств позакривали їх і повтікали. Щоб мати змогу працювати, фабзавкоми перебирали такі підприємства в свої руки, оголошуючи їх «під робітничий контроль», «соціалізованими» чи «націоналізованими». Більшовики декларативно визнавали робітничий контроль, але розуміли націоналізацію тільки як удержавлення, тобто, що всіма підприємствами мали одноосібно керувати призначені державою управителі та політ. комісари.
В Україні робітники чинили опір більшовицьким комісарам, намагаючися затримати управління підприємствами у своїх руках. З цього конфлікту 1919 року виникла «Робітнича опозиція». Після її розгрому та опанування профспілок більшовиками в 1921 робітничий контроль був остаточно зліквідований і пізніше замінений, так званим, партійно-державним контролем.